# Qui pro quo
Qui pro quo  (от латински – „едно вместо друго“ или „кой вместо кого“) – фраза с латинска етимология за означение на объркване, която е трайно навлязла в употреба в съвременния испански, италиански, полски, португалски, френски и руски език. Използва се за означение за нещо или някой, вместо нещо друго или някой друг.
В английския език се използва много често един друг и много близък по звучене идиом с латинска етимология – „Quid pro quo“, със значение – „танто за танто“, в смисъл на древната максима още от законника на Хамурапи и драконовите закони: „Око за око, зъб за зъб“.
В античността изразът се е използвал в римското право. В изкуството се употребява за означение на комични ситуации.
Едно голямо Qui pro quo води и до най-трагичната авиокатастрофа в историята, която се случва на 27 март 1977 г. на летището в Тенерифе на Канарските острови – взела 583 човешки жертви.

## Qui pro quo в изкуството
- Училище за жени, Молиер
- Скъперникът, Молиер
- Sganarelle (фр.), Молиер
- Игра на любов и случайност, Пиер Мариво
- Безумният ден, или Сватбата на Фигаро, Бомарше
- A Flea in Her Ear (англ.), Жорж Фейдо
- Le Homard et les Plaideurs (фр.), René Blain des Cormiers
- Мнимият болен, Молиер
- Les Deux Canards (фр.), Тристан Бернард
- Амфитрион, Жан Жироду
- L’Ingénu (фр.), Волтер
- Братя Карамазови – Великият инквизитор, Достоевски